# Aung San

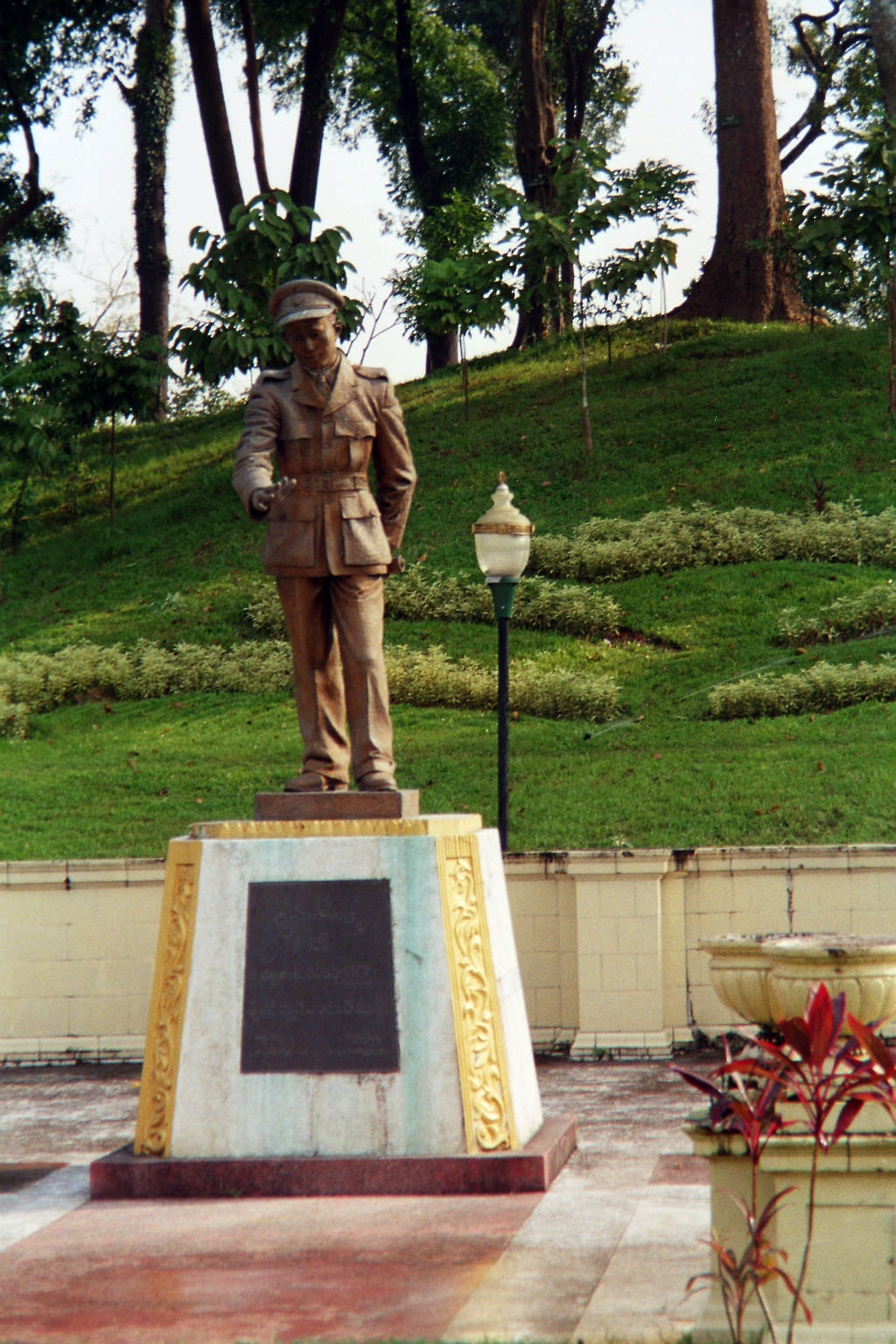
Aung San

Aung San, född 13 februari 1915 i Natmauk, Magwayregionen, död 19 juli 1947 i Rangoon. Gift med Khin Kyi. Aung San var en av de ledande frihetskämparna mot den brittiska kolonialmakten i Östindien (nuvarande Myanmar), men mördades av paramilitära styrkor bara sex månader före landets självständighet. Han betraktas som landsfader och grundare av det moderna Burma.
Han är far till Aung San Suu Kyi.